# Jake Deitchler
Jacob „Jake” Deitchler (ur. 1 grudnia 1989) – amerykański zapaśnik w stylu klasycznym. Olimpijczyk z Pekinu 2008, gdzie zajął dwunaste miejsce w kategorii do 66 kg. Zawodnik University of Minnesota.